# Charkhari
Charkhari (Charkart, Chirkart), en av Bundelkhandstaterna i Centralindien under brittisk tid, en vasallstat, utgörande en enklav i divisionen Allahabad i Nordvästprovinserna. 2 039 km² och omkring 150 000 invånare kring 1900. Fursten (rao) var en bandela.